# Rivière du Pin Blanc
Rivière du Pin Blanc är ett vattendrag i Kanada.   Det ligger i provinsen Québec, i den sydöstra delen av landet, 260 km nordväst om huvudstaden Ottawa.
I omgivningarna runt Rivière du Pin Blanc växer i huvudsak blandskog. Trakten runt Rivière du Pin Blanc är nära nog obefolkad, med mindre än två invånare per kvadratkilometer.